# Загорье (Удомельский район)
Загорье — деревня в Удомельском городском округе Тверской области.

## География
Деревня находится в северной части Тверской области на расстоянии приблизительно 5 км на запад по прямой от города Удомля.

## История
Известна с 1478 года. В 1819 году по завещанию графа Михаила Васильевича Храповицкого крепостные деревни были отпущены на волю в свободные хлебопашцы. Дворов (хозяйств) в деревне было 21 (1859), 36 (1886), 38 (1911), 67 (1958), 45 (1986), 34 (2000). В советское время работали колхозы «Загорье», им. Ленина и совхоз «Удомельский». До 2015 года входила в состав Удомельского сельского поселения до упразднения последнего. С 2015 года в составе Удомельского городского округа.

## Население
Численность населения: 146 человек (1859 год), 209 (1886), 231 (1911), 67 (1958), 44 (1986), 38 (русские 97 %) в 2002 году, 35 в 2010.